# 猪臥山
猪臥山（いぶしやま、いのぶせやま、いぶせやま、いのふせやま）は、岐阜県飛騨市と高山市 にまたがる飛騨高地の標高1,518.8 mの山。

## 概要
山名の由来は、山容がイノシシを伏せた姿に似ていることと、昔からシカとイノシシが多く棲息し、山麓の集落でイノシシの被害が甚しかったことによる。山域の南側の小鳥峠一帯は湿原として知られていて、『小鳥峠ミズバショウを含む湿原植物群』が高山市の天然記念物の指定を受けていて、ミズバショウとザゼンソウなどが自生している。北西山腹付近に小鳥山牧場がある。
ぎふ百山の一つに選定されていて、日帰り登山の対象となる山である。この山の北にある尾崎山との間にある小鳥（おどり）峠から山頂直下北側を巻く猪臥林道が通る。山頂直下の林道沿いに駐車場とトイレがあり、林道脇の鳥居の先の北尾根の頂上に山ノ神を祀る神社の祠があり、そこから約80 m西に山頂があり、三角点と山頂からの展望図が設置されている。2002年（平成14年）7月に岐阜県道90号古川清見線に猪臥山トンネル開通後に、その南口付近から、南南西の尾根（彦谷ルート）、彦谷の林道からの南尾根（中ルート）、南南東尾根（立渡ルート）の登山道が開設されている。3－4月の残雪期に雪山ハイキングが行われることもある。なだらかな山容で積雪量が多く、山スキーが行われることもある。南南東の尾根上には日本電信電話の無線中継所の電波塔が設置されていて、林道が通じている。南山麓には飛騨高山彦谷の里キャンプ場と高山市有用広葉樹モデル整備林がある。山域にはカラマツの植林地があり、ブナ、ミズナラ、ハウチワカエデなどの二次林がある。山域の南側の林道沿線に樹齢800年のミズナラの巨樹がある。

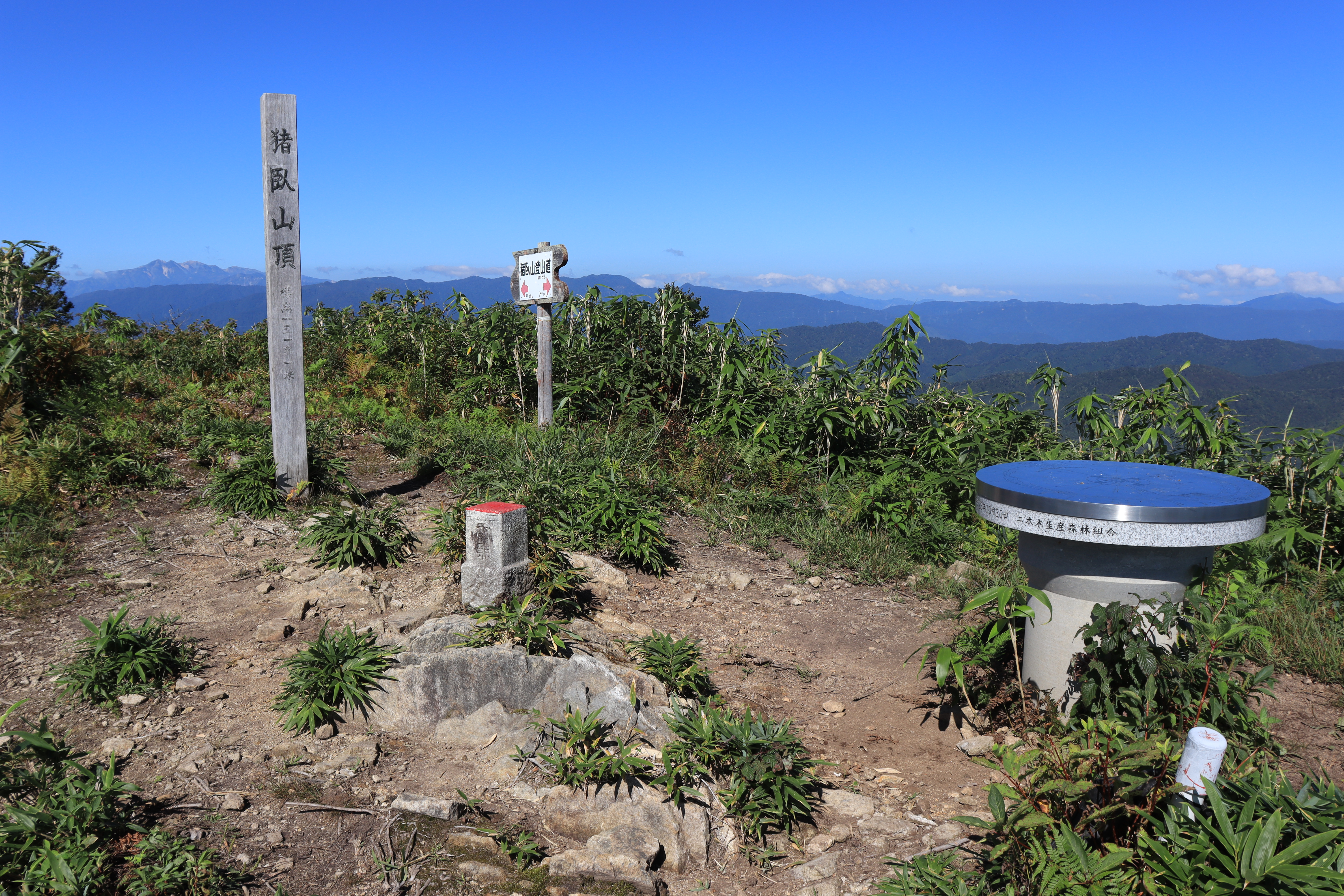
猪臥山の山頂にある三角点と山頂からの展望図
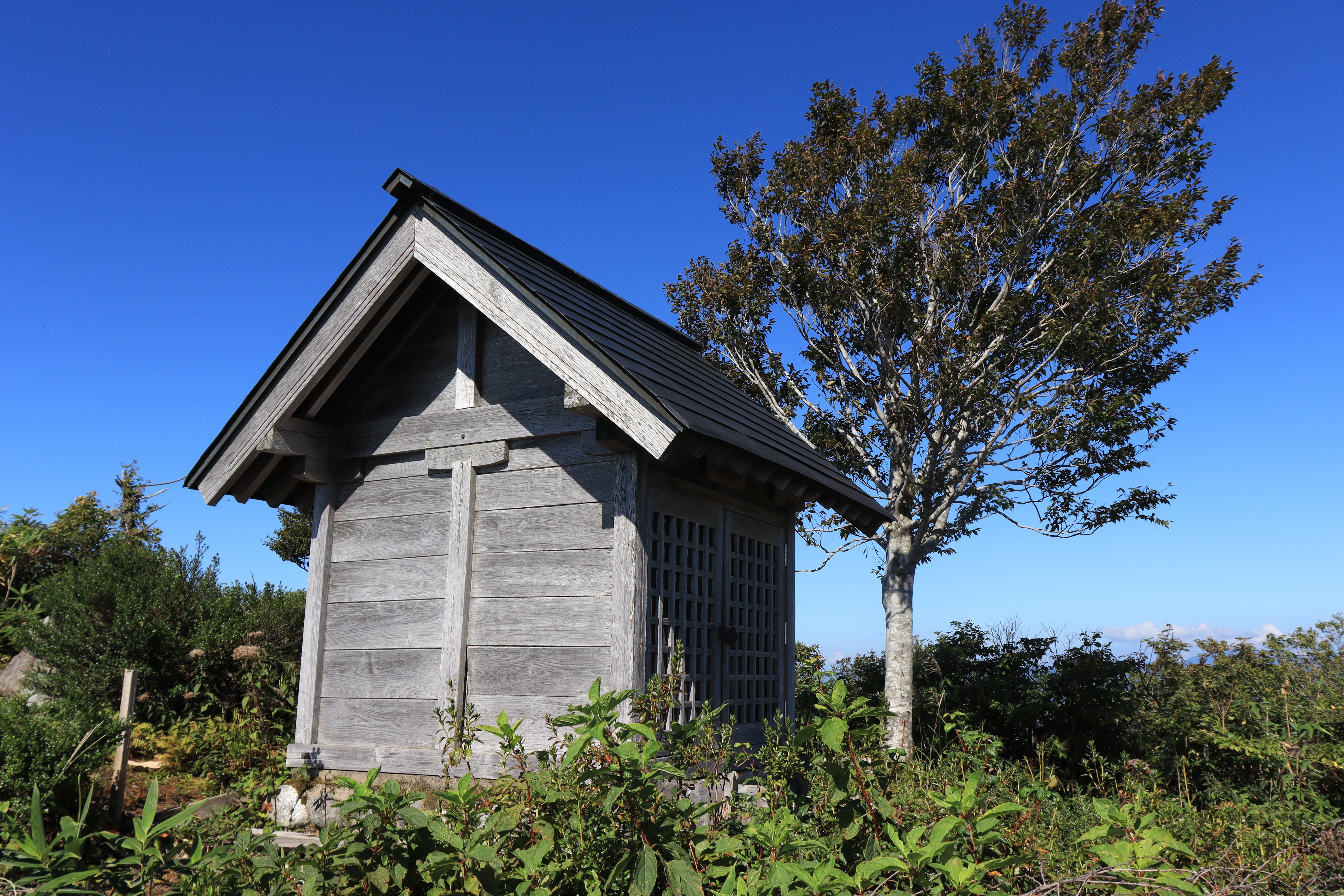
山頂部にある神社の祠

## 地理
飛騨高地の中央付近の東側に位置する。古川国府盆地の西に位置し、盆地を囲む最も標高の高い山。高山盆地の北西に位置する。

### 周辺の山
周辺の主な山を下表に示す。
| 山容                                          | 山名       | 標高(m)  | 三角点等級 基準点名 | 猪臥山からの 方角と距離(km) | 備考                  |
| --------------------------------------------- | ---------- | -------- | ------------------- | --------------------------- | --------------------- |
| 猪臥山から望む金剛堂山（2019年4月16日撮影）   | 金剛堂山   | 1,650    |                     | 北北西 21.7                 | 日本二百名山          |
| 猪臥山から望む猿ヶ馬場山（2019年4月16日撮影） | 猿ヶ馬場山 | 1,875    |                     | 西北西 15.8                 | 日本三百名山 ぎふ百山 |
| 位山から望む猪臥山（2018年2月27日撮影）       | 猪臥山     | 1,518.84 | 二等 「池本山」     | 0                           | ぎふ百山              |
| 川上山から望む位山（2018年3月31日撮影）       | 位山       | 1,528.87 | 三等 「位山」       | 南南東 18.5                 | 日本二百名山 ぎふ百山 |
| 猪臥山から望む鷲ヶ岳（2019年4月16日撮影）     | 鷲ヶ岳     | 1,671.49 | 三等 「鷲ヶ岳」     | 南南西 30.5                 | 日本三百名山 ぎふ百山 |
| 猪臥山から望む乗鞍岳（2021年3月11日撮影）     | 乗鞍岳     | 3,025.73 | 一等 「乗鞍岳」     | 東南東 40.8                 | 日本百名山 ぎふ百山   |

### 周辺の峠
周辺の主な峠を以下に示す。
- 小鳥峠 - 北側の尾崎山（標高1,367.6 m）との鞍部、標高1,119 m、山頂の北北西1.9 kmに位置する。旧県道（古川清見線）で[12]、飛騨市古川町と同市河合町の小鳥川流域を結ぶ交通路となっている[6]。
- 小鳥峠 - 南側の漆洞山（標高1,320.6 m）の南側にあり、国道158号（国道472号との供用区間）が横断する。標高約1,000 m、山頂の南5.3 kmに位置する。

### 源流の河川

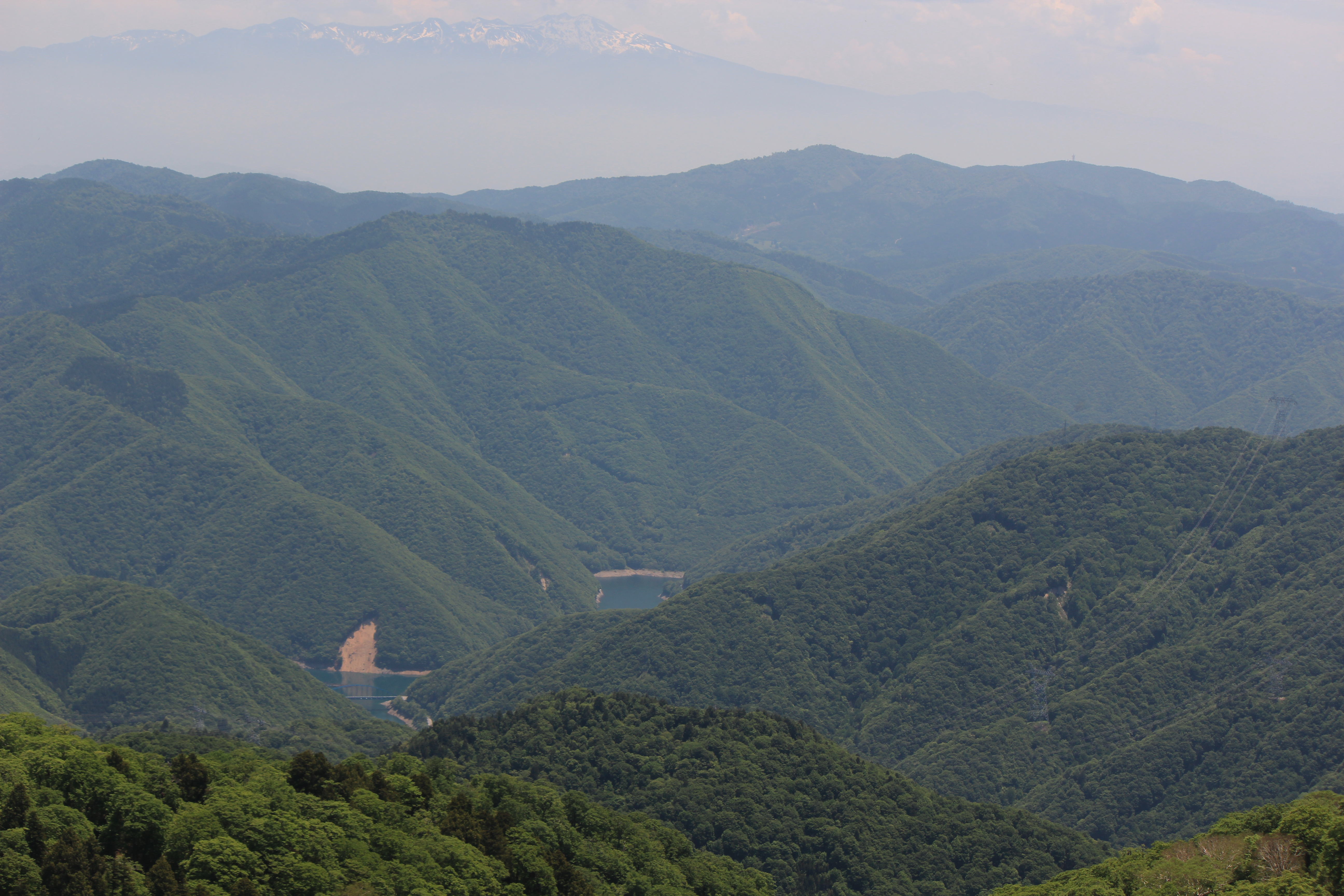
籾糠山から望む猪臥山、左手前に下小鳥ダム、左遠景は乗鞍岳

以下の宮川（神通川の岐阜県の上流域）の支流の源流となる山で、日本海側の富山湾へ流れる。神通川水系小鳥川の下小鳥ダムの南東10.2 kmに位置する。北東山麓にある道の駅飛騨古川いぶしの裏手にある湧水は、いぶし銀命水と呼ばれている。山域の東側の宇津江川の上部に宇津江四十八滝があり、岐阜県の名勝の指定を受けている。
- 殿川とその支流の畦畑川
- ソウツイ谷、彦谷 - 小鳥川の支流
- 牧谷川
- 爪巣川
- 宇津江川

### 交通・アクセス

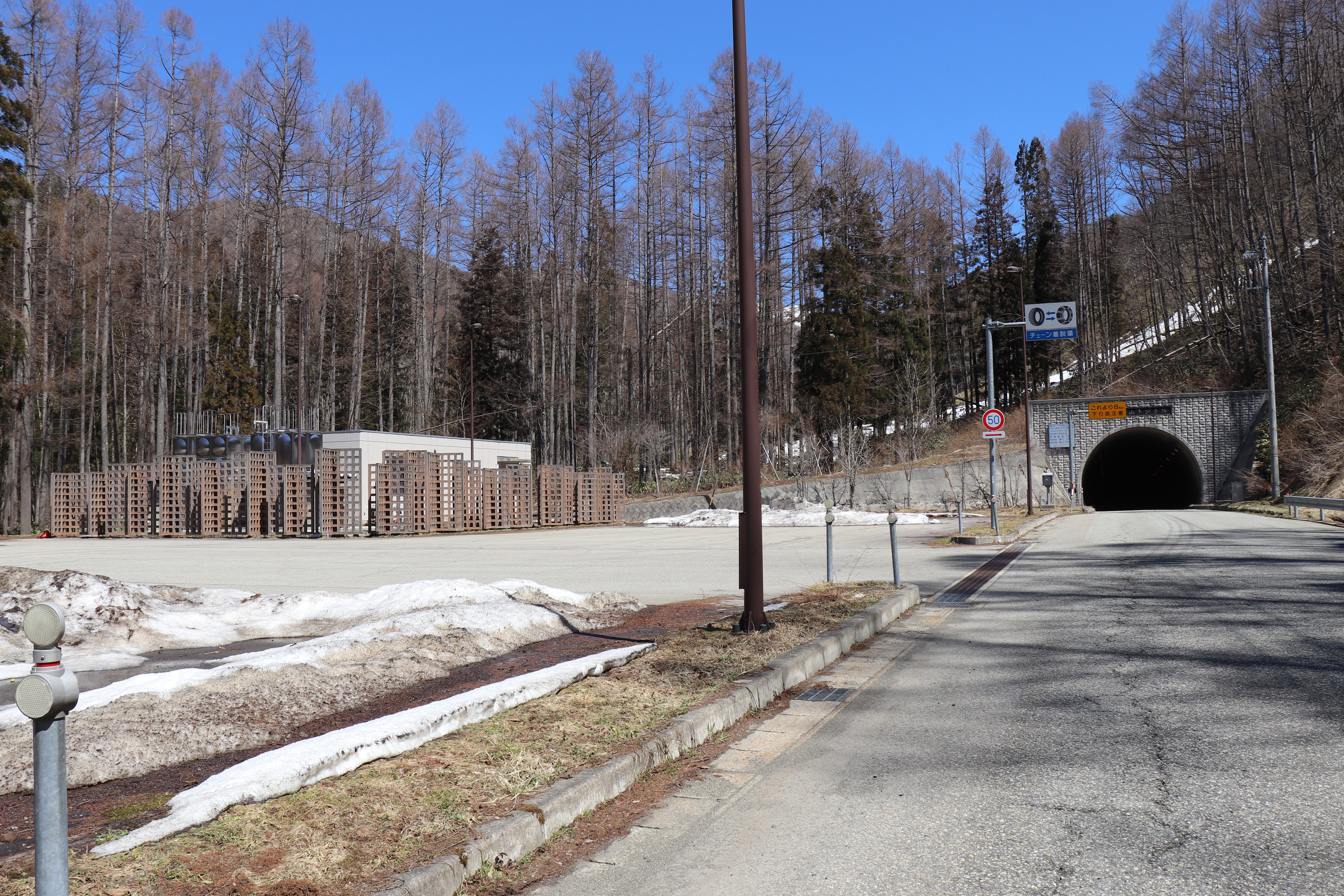
岐阜県道90号古川清見線の猪臥山トンネル南口とチェーン着脱場、トンネルの総延長は4,475 mで東山腹を貫通する、岐阜県高山市清見町夏厩

山域の西側に東海北陸自動車道と岐阜県道478号清見河合線が通り、南側に高山清見道路と国道158号（国道472号との供用区間）が通り、南山麓から北東山麓にかけて岐阜県道90号古川清見線（飛騨卯の花街道）が通り、山頂近くを猪臥山トンネルが貫通する。その沿線の山頂から北東4.3 kmに道の駅飛騨古川いぶしがある。北西山腹には林道が敷設されていて、北側の小鳥峠から山頂直下の北東を猪臥林道が通る。舗装路であるが道は悪く、重機除雪は行わなれず、冬期閉鎖期間は例年11月中旬（降雪時）から5月末。
- 東海旅客鉄道（JR東海）高山本線高山駅の北西13.6 kmに位置する[7][5]。
- 東海北陸自動車道の飛驒清見インターチェンジの北北東6.5 kmに位置する[7]。

## 猪臥山の風景
どっしりとした山容で、飛騨の各地から望むことができる。
冬季、急激に冷えた日の翌日に山へ登れば、稜線を覆い尽くす「霧氷の華」を鑑賞できる。

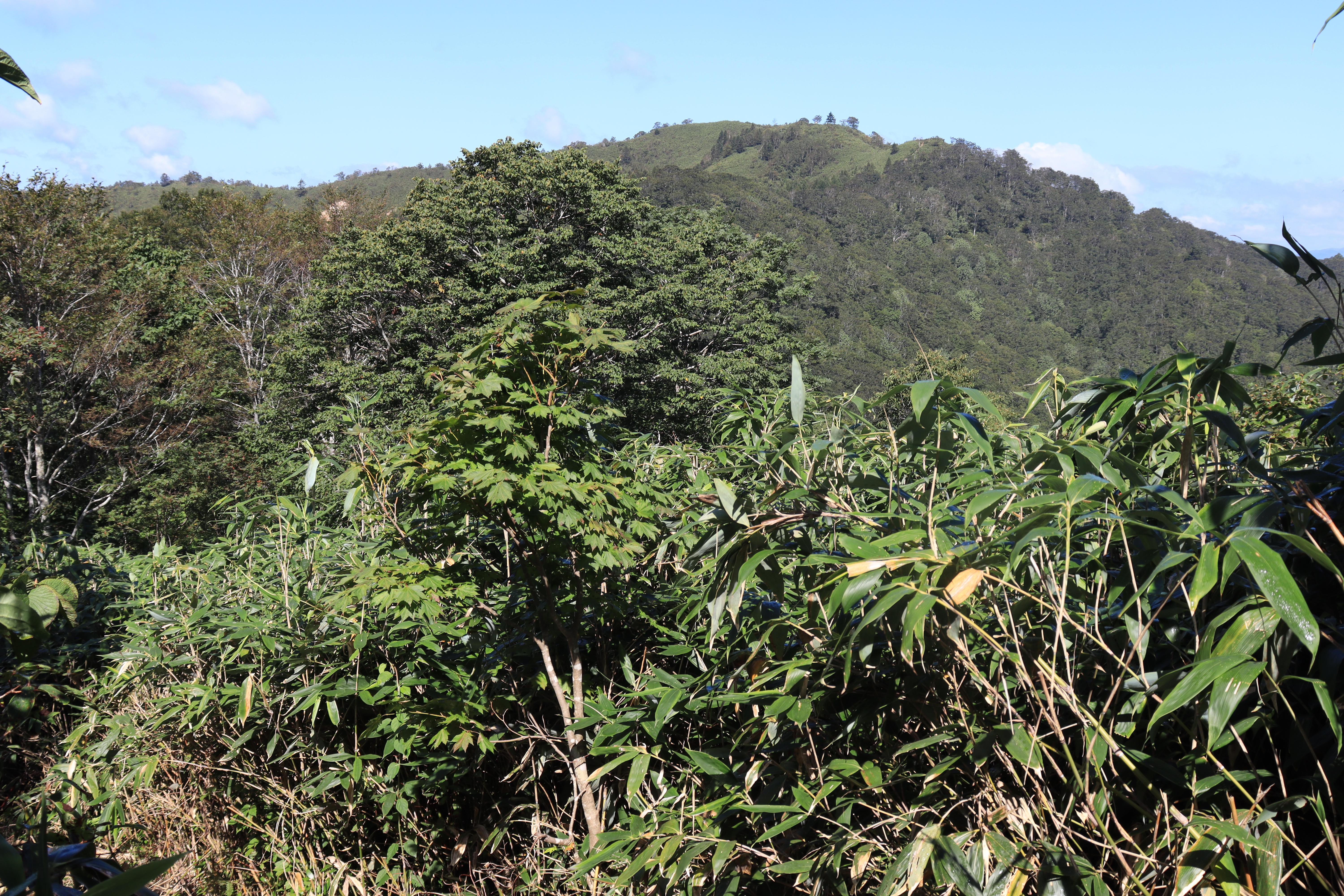
東側の稜線部から望む猪臥山の山頂部
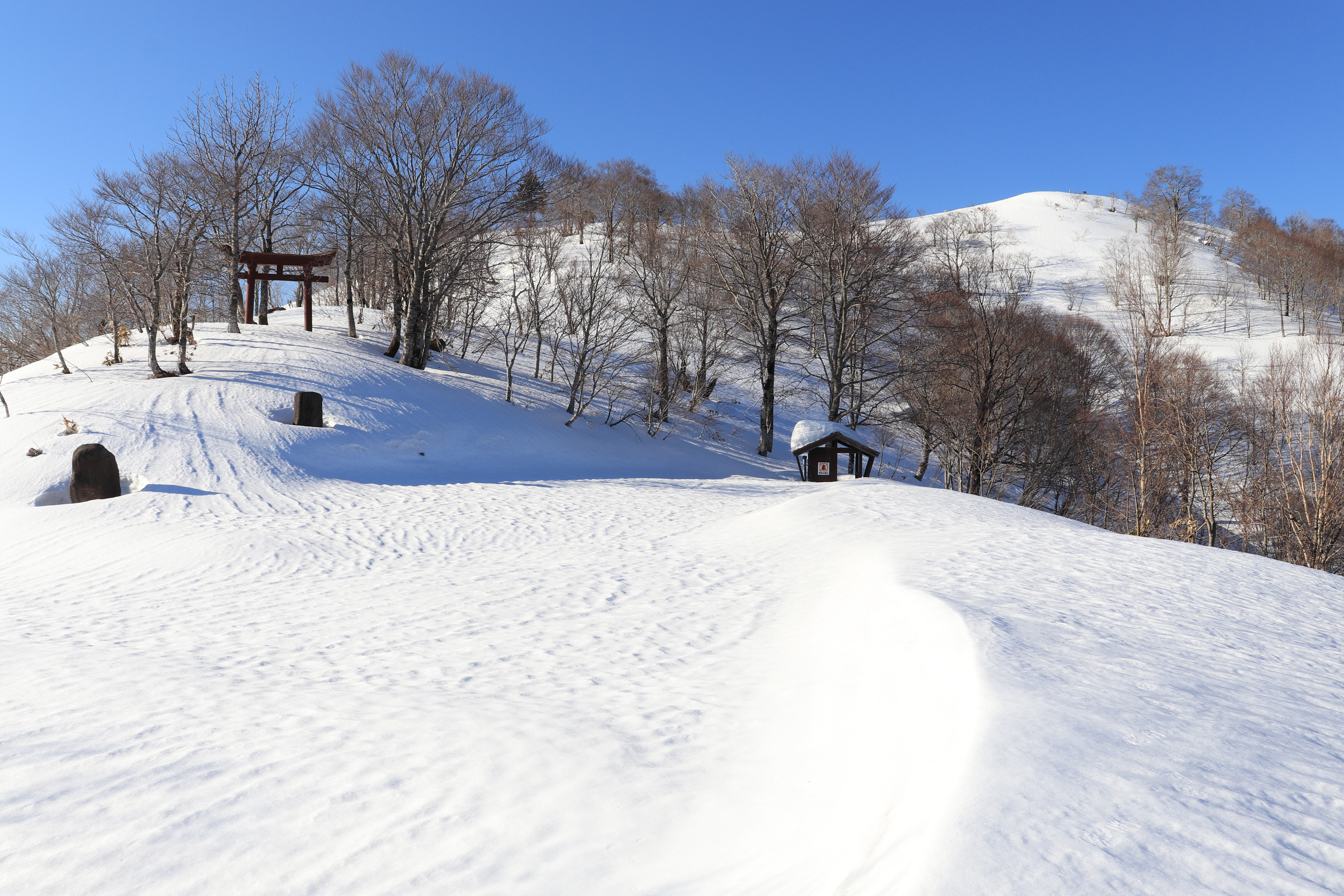
山頂直下の北側の猪臥山林道から望む右奥の猪臥山の山頂

## 猪臥山からの眺望
山頂からは眼下に高山市と飛騨市の街並みや雲海が見られることもあり、360度の展望があり、白山、富山県境の山、立山連峰、穂高岳、乗鞍岳などの飛騨山脈、御嶽山などを望むことができる。
 ウィキメディア・コモンズには、猪臥山からの眺望に関するカテゴリがあります。

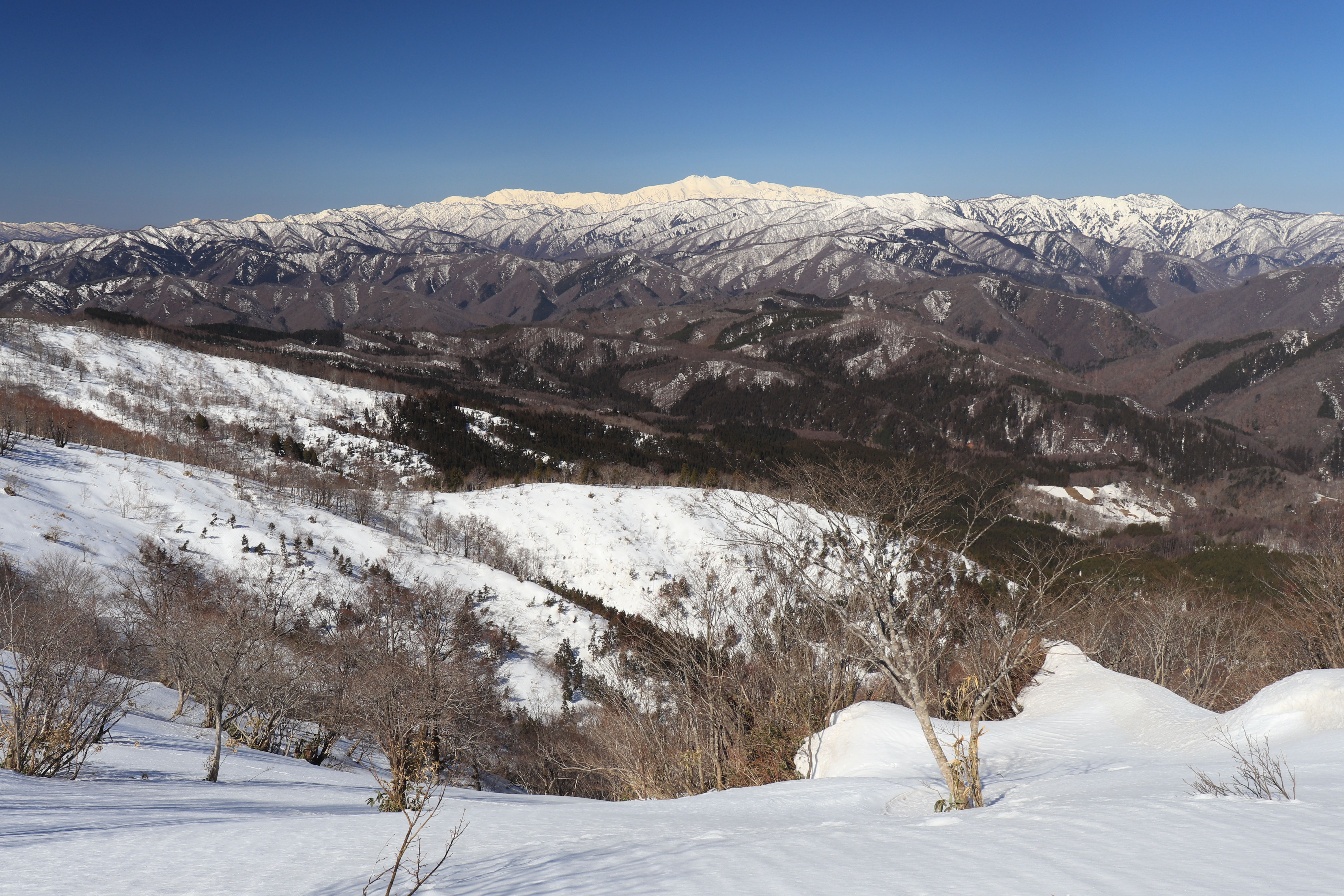
西側の眺望 遠景は両白山地（中央奥に別山と白山）、右側に飛騨高地の御前岳と猿ヶ馬場山 このさらに左側には大日ヶ岳が見える
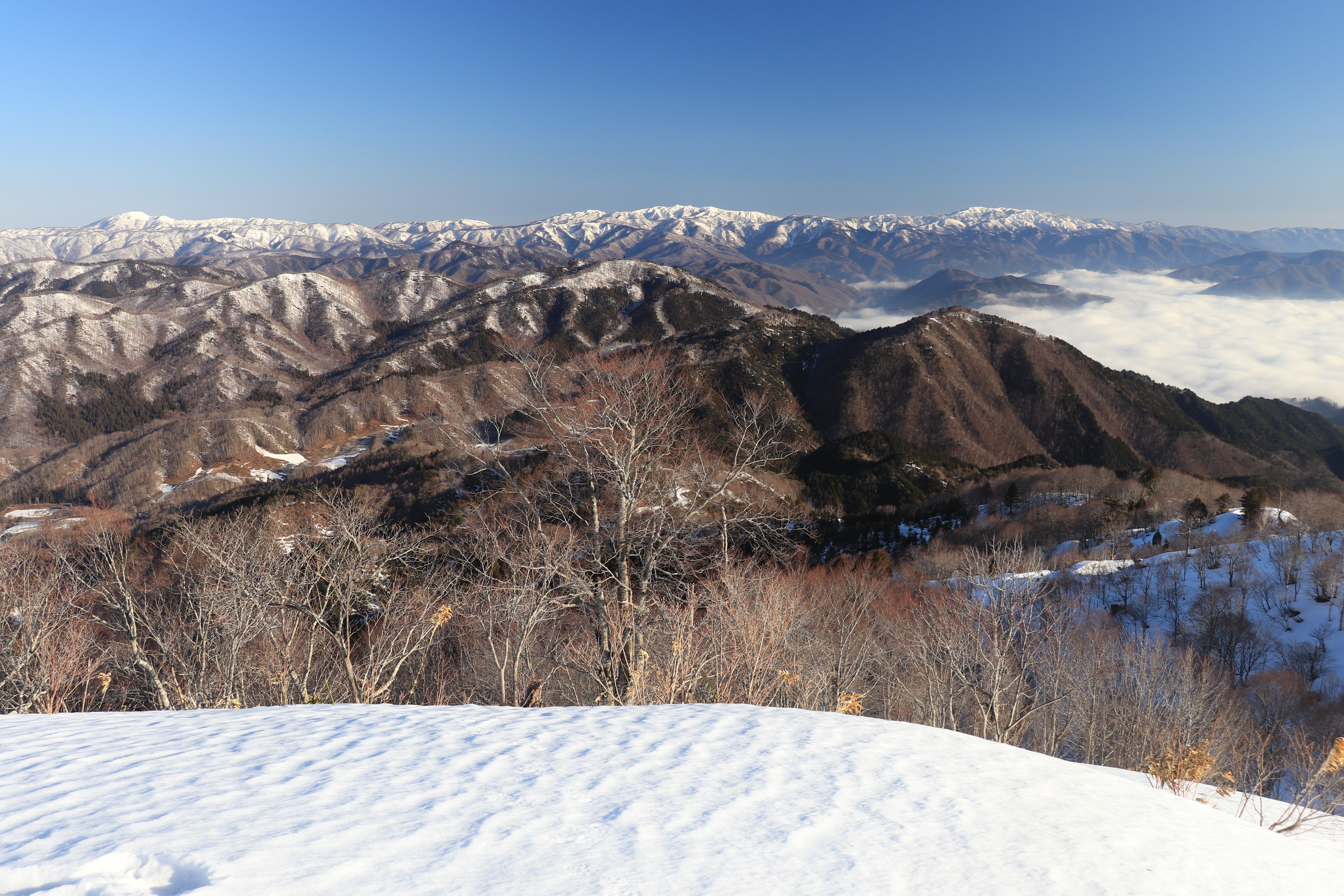
北側の眺望 遠景は富山県との県境の飛騨高地、左から三ヶ辻山、金剛堂山、白木峰
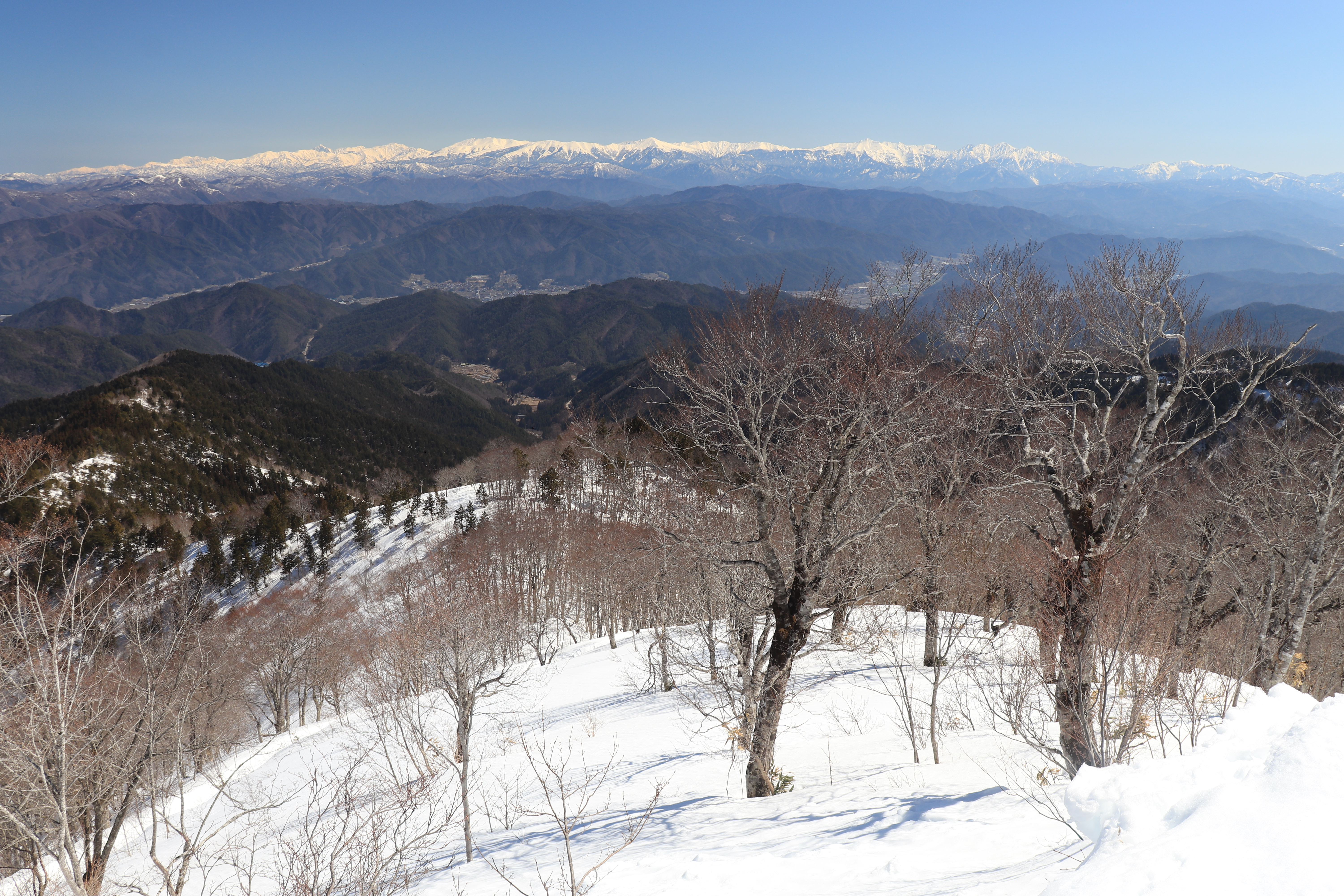
東側の眺望 中央付近に古川国府盆地、遠景は飛騨山脈、左から僧ヶ岳、越中駒ヶ岳、毛勝三山、大日岳、奥大日岳、立山、薬師岳、北ノ俣岳、水晶岳、黒部五郎岳、ワリモ岳、鷲羽岳、三俣蓮華岳、双六岳、笠ヶ岳、槍ヶ岳[注釈 4][16]、大喰岳、中岳、南岳、北穂高岳、涸沢岳、奥穂高岳、西穂高岳、前穂高岳、焼岳、霞沢岳、右手前にブナ このさらに右側には乗鞍岳と御嶽山が見える
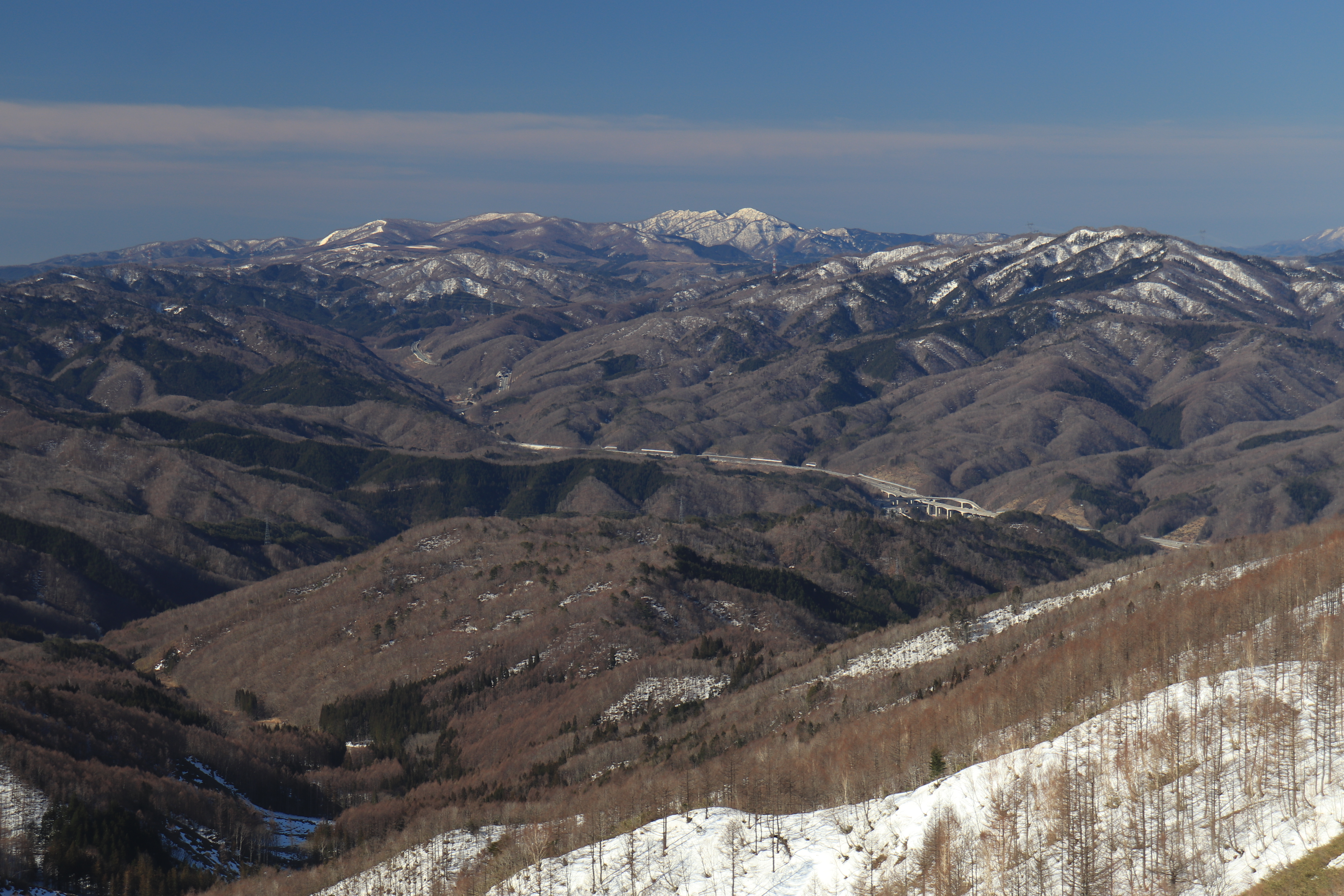
南側の眺望 中央部の東海北陸自動車道の飛驒清見インターチェンジ周辺と中央奥の鷲ヶ岳 このさらに左側には川上岳と位山が見える